# Ramon de Caldes

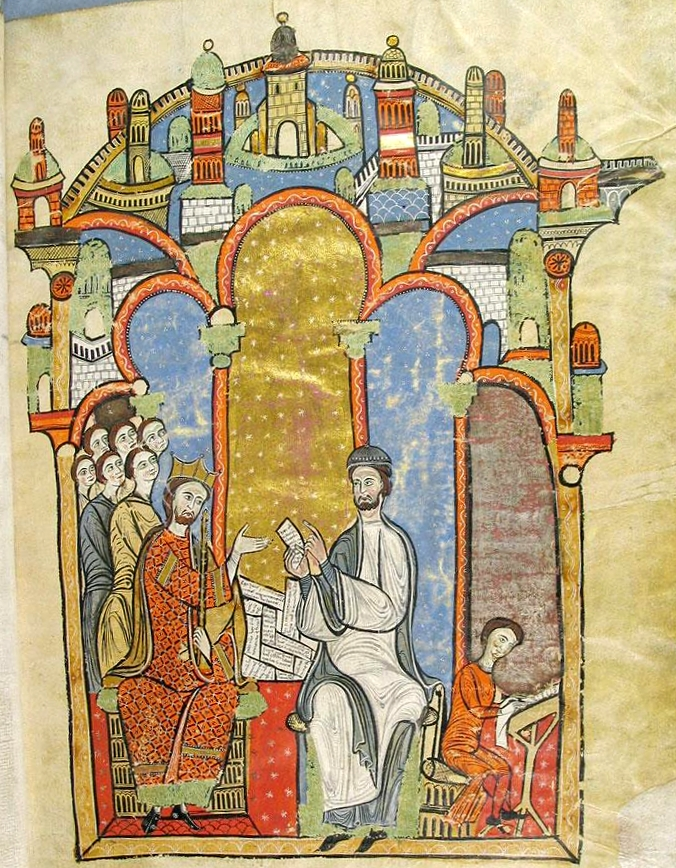
Miniature du Liber feudorum maior qui représente au premier plan le roi Alphonse II d'Aragon à gauche et le compilateur de cette œuvre, Ramon de Caldes, à droite.

Ramon de Caldes, mort en 1199, est un juriste catalan, doyen de la Cathédrale Sainte-Croix de Barcelone de 1162 à sa mort. 

## Famille
Ramon de Caldes est le fils de Porcell de Caldes, baile du comte de Barcelone pour ses domaines de Caldes de Montbui ; il a deux frères, Porcell, l'aîné qui hérite du patrimoine et de la charge paternelle, et Bernat, notaire royal qui a exercé dans le comté de Provence au service d'Alphonse II d'Aragon, chanoine de Barcelone puis de Lleida.

## Œuvre
Sur ordre du roi Alphonse II d'Aragon, Ramon de Caldes a mis en ordre les archives des comtes de Barcelone et des rois d'Aragon. Entre 1192 et 1194, il a sélectionné les documents valides pour faire valoir les droits de la couronne et les a fait reproduire dans le Liber feudorum maior, compilant près d'un millier de documents.